# سان خوان دل پوئرتو (فلوریدا)
سان خوان دل پوئرتو، فلوریدا (انگلیسی: San Juan del Puerto, Florida) یک مقر و قرارگاه فرانسیسکویی‌های اسپانیایی در فلوریداست که در سال ۱۵۸۷ میلادی برپا شد.